# Шестаков Євгеній Васильович
Євгеній Васильович Шестаков (17 вересня 1976, Євпаторія, Кримська Автономна Радянська Соціалістична Республіка) — колишній український боксер-аматор, учасник Олімпійських ігор.

## Спортивна кар'єра
Чемпіон Спартакіади України 1995 року в Евпаторії. Неодноразовий призер Чемпіонатів України 1996—2000 років з боксу. Фіналіст Спартакіади України 2000 року в Харкові.
На чемпіонаті Європи 1996 здобув дві перемоги над Александру Петровші (Молдова) — 8-0 та Тиграном Узляном (Греція) — 7-5 і програв в чвертьфіналі Скотту Гаррісону (Шотландія) — 4-6.
Представляв Україну на Олімпійських іграх в Атланті 1996 року, де, програвши в першому бою Серафіму Тодорову (Болгарія) — 4-11, посів 17-е місце.
Після завершення кар'єри боксера відкрив в Євпаторії боксерський клуб «Євпатор», де місцеві дітлахи можуть безкоштовно займатися спортом.